# まかせてダーリン (漫画)
『まかせてダーリン』は、鈴木雅洋が小学館の学年誌に1994年から連載した推理漫画作品。キャッチコピーは「超ドキドキ推理まんが」、「本格推理ラブコメディ」。

## 概要
小学館の学年誌『小学五年生』に1994年11月号から1995年2月号まで全4話連載（1994年度版）。翌月より対象読者を1学年下にし、『小学四年生』1995年3月号から再度、新連載漫画として全11話が連載された（1995年度版）。キャラクターや設定は共通するものの、1995年度版は第1話も含めすべて新規に描き下ろされたエピソードであり、前年度の掲載作を再録・改変したものではない。
基本的に1話完結の推理物だが、キャッチコピーにあるとおりラブコメディの要素もあり、1994年度版と1995年度版では結末が異なっている。
単行本はてんとう虫コミックスより全1巻で刊行された（1995年12月発行）。全15話のうち10話分を収録。1994年度版の最終話が最終エピソードとして収録されているため、ラブコメディとしての結末は1994年度版と同じである。1995年度版の最終話を含む計5話分は単行本未収録となっている。
単行本の「作者のことば」には、小さい頃からホームズ、ポワロ、金田一耕助などの名探偵物が大好きだったと書かれている。

## あらすじ

### 1994年度版（全4話）
|        | サブタイトル             | 掲載号                              | 単行本 | 備考                                                                          |
| ------ | ------------------------ | ----------------------------------- | ------ | ----------------------------------------------------------------------------- |
| 第1話  | 恋する乙女に不可能はない | 『小学五年生』1994年11月号          | 第1話  | 扉ページに「原案協力 G.B.」の記載あり／単行本収録時に「名探偵はお年頃」に改題 |
| 第2話  | （不詳）                 | 『小学五年生』1994年12月号 別冊付録 | 第2話  | 懸賞付き犯人当てとして掲載／単行本収録時「女子大生湯けむり殺人旅行」          |
| 第3話  | 飛び出した死体…の巻      | 『小学五年生』1995年1月号           | 第3話  |                                                                               |
| 最終話 | 真実の愛                 | 『小学五年生』1995年2月号           | 第9話  | 単行本収録時に「グッバイ ダーリン」に改題                                     |

新米刑事の真田麟太郎（22歳）はいつも失敗してばかり。そんな真田を「ダーリン」と呼んで好意を寄せる中学1年生の少女、甲斐千秋（12歳）。自分が車にひかれそうになったのを真田が命がけで助けてくれた……と勘違いして以来、千秋は真田を運命の相手と信じ、やたらと真田の前に現れるのであった。ときには事件現場にまでついてきてしまう千秋だったが、上司に怒られている「ダーリン」を助けるために洞察力を発揮。真田が適当な根拠から犯人だと名指しした人物が実際に犯人であることを、その推理で証明する。
千秋の助けで連続で事件を解決し、署内の女性たちの間でもちやほやされるようになった真田。ある日、真田は警察署の外で自分を待っていた千秋を同僚女性たちの前で妹呼ばわりし、誤って突き飛ばしてしまう。それ以来千秋が真田の前に現れなくなってしまうと、それまで千秋のことを邪険にあつかっていた真田もさびしさを感じ、仕事にも身が入らなくなってしまうのだった。1ヶ月後、事件現場でまたも適当な推理を披露して上司に怒られていた真田の前に、千秋が久々に現れる。千秋の助けで無事事件は解決。「やっぱりダーリンには私が必要でしょ?」、「これからもずうーっと一生側にいてあげるからね!」と千秋が真田に告げ、物語は終幕を迎える。
1994年度版には甲斐千秋の同級生、緋村エイジは登場しない。

### 1995年度版（全11話）
|        | サブタイトル                           | 掲載号                     | 単行本 | 備考                             |
| ------ | -------------------------------------- | -------------------------- | ------ | -------------------------------- |
| 第1話  | 名探偵はお年頃                         | 『小学四年生』1995年3月号  | 未収録 |                                  |
| 第2話  | 狙われた男                             | 『小学五年生』1995年4月号  | 第4話  |                                  |
| 第3話  | オトナの彼氏                           | 『小学五年生』1995年5月号  | 第6話  | 緋村エイジ初登場                 |
| 第4話  | 恋のライバル                           | 『小学五年生』1995年6月号  | 第5話  |                                  |
| 第5話  | ダイイングメッセージ                   | 『小学五年生』1995年7月号  | 第7話  | 単行本収録時に「死の伝言」に改題 |
| 第6話  | キケンなドライブ                       | 『小学五年生』1995年8月号  | 未収録 |                                  |
| 第7話  | 呪われた学校（前編）                   | 『小学五年生』1995年9月号  | 第8話  |                                  |
| 第8話  | 呪われた学校（後編）                   | 『小学五年生』1995年10月号 | 第8話  |                                  |
| 第9話  | ビデオは見ていた（前編）               | 『小学五年生』1995年11月号 | 未収録 |                                  |
| 第10話 | ビデオは見ていた（後編）               | 『小学五年生』1995年12月号 | 未収録 |                                  |
| 最終話 | 愛は永遠に（フォーエバー・ウイズユー） | 『小学五年生』1996年1月号  | 未収録 |                                  |

大枠は1994年度版と同じだが、第3話「オトナの彼氏」で千秋の同級生の野球部の少年、緋村エイジが初登場。第7・8話「呪われた学校」では林間学校のロッジ近くの廃校を千秋と緋村の2人が探検することになり、殺人事件に遭遇。そして真相を見抜かれた犯人が千秋を殺害しようと首に刃を突きつける。千秋に電話で呼ばれてしぶしぶ現場に来ていた真田はうろたえてしまい何もできないが、緋村が隙を見て犯人に体当たりし、千秋を救う。第9話（単行本未収録）では緋村は、真田に渡されたポケベルで事件現場に呼び出される千秋を心配し、また、自分が困ったときにだけ千秋に連絡をよこして危険な場に呼び出す真田にいらだち、「お前は、あいつにいいように利用されてるだけなんだぞ!!」と千秋に忠告する。また第10話（単行本未収録）終盤では、車にひかれそうになった千秋を緋村が命がけで助ける。第10話は、真田からの事件現場への呼び出しで鳴り出したポケベルのスイッチを切って、千秋が緋村をクレープ屋に誘うシーンで終わっている。
千秋が手助けに来てくれなくなり、真田は失敗続きで落ち込んでいた。今まで邪険に扱っていた千秋が自分にとっては大切な存在だったのではないかと思い、自分の本当の気持ちに気付いた真田は、千秋を遊園地に誘う。そして観覧車内で自分の気持ちを千秋に伝えようとしたとき、強盗事件発生のため真田に呼び出しがかかる。真田と千秋は事件現場に向かい、解決のための手掛かりを探す。そして真田はついに自分自身で事件の真相を見抜く。帰り道、真田は千秋に自分の好意を伝え、「今スグ!つーのは無理だけど…」、「お前が高校を卒業したら……」と告白しかけるが、それを千秋は「ごめんなさいっ!!」といってさえぎる。そして真田の気持ちに応えられないことを告げた千秋はポケベルを返し、「さよならっ ダーリンっ!」といって走り去ってしまうのだった。放心したような表情の真田のカットで、真田の登場シーンは最後となる。
千秋は野球部のマネージャーになり、緋村を一流の選手にするため甲斐甲斐しく世話をする。やたらとくっついてくる千秋に恥ずかしがりながらも、満更でもなさそうな緋村。そして千秋は、新しいダーリン、緋村に対して「…だから、まかせてダーリン♡」と微笑みかけるのであった。

## 登場人物

### 1994年度版・1995年度版共通キャラクター
甲斐千秋（かい ちあき）
真田を「ダーリン」と慕う中学1年生。12歳。
鋭い観察眼と深い洞察力をもつ。夢は科学者になり、世界初の少女宇宙飛行士になること。車にひかれそうになったところを真田が命がけで助けてくれた……と勘違いし、それ以来、真田にうっとうしがられつつも、いつも真田の前に現れる。決め台詞は「ダーリンの推理は間違ってないわ!」。
千秋が真田を好きになるきっかけとなった上記の出来事は、1994年度版の第3話（単行本第3話）の回想シーンで描かれている。一方、1995年度版では千秋がなぜ真田に好意を寄せているのか説明されない。1995年度版の第1話（単行本未収録）で千秋は「真田麟太郎になぜか（?）恋する中学1年生」と紹介されている。
真田麟太郎（さなだ りんたろう）
千秋につきまとわれる新米刑事。22歳。
念願の刑事になったものの、上司に怒られてばかりのダメ刑事。手元から落ちて転がっていった小銭を拾おうとして、千秋に激突。結果的に車にひかれそうになっていた千秋を救うことになり、それ以来、千秋に恋心を寄せられるようになる。事件現場ではしばしば、「オレの灰色の脳細胞が今、ひらめいたぞ!!」というモノローグとともに、犯人を名指し。犯人がだれか、という点だけはいつも当たっているのだが、犯人を指摘する筋道が論理的でなく、上司から怒られることになってしまう。

### 1995年度版にのみ登場するキャラクター
緋村エイジ（ひむら えいじ）
千秋の同級生。野球部に所属。
1995年度版の第3話、第5話、および第7話以降に登場。第3話で千秋にちょっかいを出す男子生徒として初登場した際には、名字しか分からないキャラクターであった。第5話でフルネームが示され、以降、千秋に好意を抱いているようすが描かれるようになる。

## 単行本
鈴木雅洋『まかせてダーリン』（てんとう虫コミックス、小学館、1995年12月発行、全1巻、ISBN 4-09-142411-2）
|       | サブタイトル             | 1994年度版 / 1995年度版 | 備考                                           |
| ----- | ------------------------ | ----------------------- | ---------------------------------------------- |
| 第1話 | 名探偵はお年頃           | 1994年度版 第1話        | 初出時サブタイトル「恋する乙女に不可能はない」 |
| 第2話 | 女子大生湯けむり殺人旅行 | 1994年度版 第2話        |                                                |
| 第3話 | 飛び出した死体           | 1994年度版 第3話        |                                                |
| 第4話 | 狙われた男               | 1995年度版 第2話        |                                                |
| 第5話 | 恋のライバル             | 1995年度版 第4話        |                                                |
| 第6話 | オトナの彼氏             | 1995年度版 第3話        |                                                |
| 第7話 | 死の伝言                 | 1995年度版 第5話        | 初出時サブタイトル「ダイイングメッセージ」     |
| 第8話 | 呪われた学校（前編）     | 1995年度版 第7話        |                                                |
| 第8話 | 呪われた学校（後編）     | 1995年度版 第8話        |                                                |
| 第9話 | グッバイ ダーリン        | 1994年度版 最終話       | 初出時サブタイトル「真実の愛」                 |

単行本には1995年度版のエピソードも収録されているため、緋村エイジも登場する（第6〜8話）が、前述の通り最終エピソードとしては1994年度版の最終話が収録されており、単行本のみを読んだ場合、ラブコメディとしての結末は1994年度版と同じである。
第8話「呪われた学校」の最終ページは、雑誌掲載時には千秋が緋村に「カッコよかったよ」とささやきかけるシーンがあったが、単行本収録時にカットされ、千秋が緋村に「やっぱりダーリンの愛は裏切れないわ!」、「ごめんなさい、あたしの事は諦めて!!」と唐突に告げて緋村をあきれさせるシーンに置き換えられている。